# Graphium antheus
Graphium antheus — дневная бабочка из рода Графиум, семейства Парусники. Названа в честь мифологического великана Антея. Впервые описана в 1779 году Питером Крамером.

## Синонимы
- Papilio antheus (Cramer, 1849)
- Papilio nyassae Butler, 1877
- Papilio lurlinus Butler, 1883
- Papilio utuba Hampson, 1891
- Papilio antharis Godart, 1819
- Papilio antheus evombaroides Eimer, 1889
- Papilio mercutius Grose-Smith & Kirby, 1894
- Papilio hollandi Grose-Smith & Kirby, 1894
- Papilio antheus ab. scheffleri Strand, 1909
- Papilio antheuslatepictulus Strand, 1914
- Papilio antheus ab. combinata Strand, 1914
- Papilio antheus f. micrevombaroides Strand, 1914
- Papilio antheus ab. misanus Strand, 1914
- Papilio antheus ab. hoesemanni Strand, 1914
- Papilio antheus ab. rubrimacula Strand, 1914
- Papilio antheus ab. comma Strand, 1914
- Papilio (Cosmodesmus) antheus antheus ab. mathieui Dufrane, 1946
- Papilio (Cosmodesmus) antheus antheus ab. paradoxa Dufrane, 1946
- Papilio antheus f. atrantheus Basquin & Turlin, 1986

## Описание
Самки относительно крупнее самцов, размах крыльев самцов 60—65 мм, самок 70—80 мм. Доминирующая окраска чёрно-зеленая. Корень передних крыльев светло-зеленого цвета. Вдоль переднего костального края крыла проходит широкая черная полоса с 6—7 пятнами округлой формы диаметром 1—3 мм зеленого цвета. В ячейке переднего крыла располагаются 4 пятна S-образной формы зелено-желтого цвета. В ячейке заднего крыла два пятна зелено-желтого цвета. У края анальной складки располагается овальное пятно 2—4 мм красной цвета. Задние крылья оканчиваются длинными «хвостиками» до 1,5 см. Нижняя сторона передних крыльев коричнево-серого цвета с пятнами повторяющими контуры на верхней стороне крыльев. На обратной стороне у корня задних крыльев располагаются 3—4 пятна светло-зеленого цвета. Голова, грудь и брюшко сверху чёрного цвета. Поперек туловища проходят чередующееся поперечные полосы черного и зеленого цветов, снизу брюшко зеленоватого цвета.

## Ареал
Распространена в тропической Африке от Сьерра-Леоне до Танзании и Анголы. Graphium antheus является широко распространенным видом не находящимся под угрозой.

## Биология
Вид распространен в тропических лесах с влажным климатом, обитает вдоль водоемов, встречается в городах и мегаполисах. Кормовое растение гусениц  Annona reticulata, Annona senegalensis.
Антеии являются активными в течение всего года, максимальный пик август-сентябрь. Бабочки летают в верхушках деревьев, но порой спускаются к нижним ветвям в поисках цветов.

## Жизненный цикл

### Яйцо
Яйца 3—4 мм в диаметре бледно-желтого цвета располагаются по одному на нижней стороне молодых листьев.

### Куколка
Куколки зеленые или коричневатые. Они находятся на нижней стороне листьев, иногда сверху, и удерживается с помощью пояска из паутины. Стадия куколки длится 13—14 дней.

## Подвиды
- Papilio antheus Cramer, 1849
- Papilio nyassae Butler, 1877
- Papilio lurlinus Butler, 1883
- Papilio utuba Hampson, 1891
- Papilio antharis Godart, 1819
- Papilio antheus evombaroides Eimer, 1889
- Papilio mercutius Grose-Smith & Kirby, 1894
- Papilio hollandi Grose-Smith & Kirby, 1894
- Papilio antheus ab. scheffleri Strand, 1909
- Papilio antheuslatepictulus Strand, 1914
- Papilio antheus ab. combinata Strand, 1914
- Papilio antheus f. micrevombaroides Strand, 1914
- Papilio antheus ab. misanus Strand, 1914
- Papilio antheus ab. hoesemanni Strand, 1914
- Papilio antheus ab. rubrimacula Strand, 1914
- Papilio antheus ab. comma Strand, 1914